# トンベンセFC
トンベンセFC (ポルトガル語: Tombense Futebol Clube) は、ブラジル・ミナスジェライス州トンボスを本拠地とするサッカークラブである。

## 特徴

2014年まで使用されたエンブレム

ブラジルのサッカー関係の会社の投資によって成り立っているクラブで、所属選手の多くはこのクラブで試合に出ることなくそのままヨーロッパやブラジルの他のクラブなどにレンタルで出ている。従来の育成クラブと違い、初めから投資目的で選手をレンタルに出している点が特徴的である。そのような意味ではクラブとしてのもっともらしい実体がないクラブと言える。

## タイトル

### 国内タイトル
- カンピオナート・ブラジレイロ・セリエD : 1回
  - 2014
- カンピオナート・ミネイロ・セグンダ・ジヴィゾン (3部) : 2回
  - 2002, 2006

### 国際タイトル
なし

## 過去の成績
| セリエA優勝 | セリエA準優勝 | 上位リーグ昇格 | 下位リーグ降格 |
| シーズン | リーグ  | 順位 | 勝点 | 試合数 | 勝 | 分 | 敗 | 得点 | 失点 |
| -------- | ------- | ---- | ---- | ------ | -- | -- | -- | ---- | ---- |
| 2014     | セリエD | 1位  | 32   | 16     | 9  | 5  | 2  | 23   | 10   |
| 2015     | セリエC | 15位 | 17   | 18     | 3  | 8  | 7  | 16   | 19   |
| 2016     | セリエC | 9位  | 29   | 18     | 8  | 5  | 5  | 27   | 16   |
| 2017     | セリエC |      |      |        |    |    |    |      |      |

## 過去の所属選手
- ジュリアーノ・ミネイロ 2013
- 須藤右介 2014
- エドゥアルド・ネット 2021-